# Tangos (1961)
Tangos é um álbum de estúdio da cantora brasileira Dalva de Oliveira, lançado em 1961.
Foi gravada pela gravadora Odeon Records, em 3 de abril de 1961.

## Faixas do álbum
1. El Dia Que Me Quieras (Ghiaroni / Le Pera / Carlos Gardel)
2. La Copa Del Olvido (Edelcino / Tito Climent / Vacarezza)
3. Sus Ojos Se Cerraron (Ghiaroni / Le Pera / Carlos Gardel)
4. Yira, Yira (Ghiaroni / Discepolo)
5. Confesion (Amadori / Discepolo)
6. Tristeza Marina (H. Sanguinetti / Roberto Flores)
7. Cristal (Marcianito Mores / J. M. Contusi)
8. Donde Estás Corazon (L. M. Serrana / A. P. Bento / Ubiratan Silva)
9. El Panuelito (Pena Losa)
10. Fumando Espero (Eugênio Paes / Garzô / Villadomat)
11. Che Papusa, Oi! (Cadicamo / Rodrigues)
12. La Última Copa (Francisco Caruso / Tito Climent / J. A. Caruso)